# Bandy i Mongoliet
Bandy i Mongoliet har börjat spelas i organiserad form i början av 2000-talet. Det är ishockeyklubbar som startat bandyprogram.

## Historia
Dåvarande FIB-presidenten Albert Pomortsev åkte i november 2001 till Mongoliet, Kina och Nordkorea för att försöka få med de länderna. Alla visade intresse men det var bara mötet med det nationella ishockeyförbundets ordförande Choijiljav Baasandavaa som blev riktigt framgångsrikt. I Mongoliet hade FIB-presidenten hjälp av Kemerovo oblasts representation i landet. Mongoliet blev medlemmar i det Internationella Bandyförbundet år 2002 och har deltagit i VM sedan 2006, med uppehåll åren 2011–2013. Säsongen 2007/2008 deltog Mongoliet till en början genom klubben Erdenet i ryska ligans div 1. Genom ryska tränares insats, speciellt förbundskapten Jevgenij Vyborov, som har fått en särskild utmärkelse för sina insatser och i rysk-ortodoxa kyrkans regi, har en bandyskola för barn bildats i Ulan Bator. Ett första nationellt mästerskap har genomförts mellan 6 lag. Vid Old Boys VII World Cup i Villmanstrand deltog ett mongoliskt veteranlandslag. Den 4 april 2023 avgjordes en internationell studentturnering, Two Lakes Cup, på Chövsgölsjön (första etappen hade spelats på Bajkalsjön i Ryssland).

## Landslag

### Herrar
Mongoliets herrlandslag i bandy har deltagit i bandy-VM 5 gånger, första gången 2006, sedan också 2007, 2008, 2009 och 2010. De 4 första gångerna kom man näst sist i B-gruppen, de två första med Estland efter sig, och de andra med Ungern som sista lag. 2010, när Estland inte var med, kom man sist. Mongoliet var anmälda till VM redan 2005, men drog sig då ur turneringen. Noterbart är att Mongoliet lyckades vinna sin första historiska VM-match med 4-3 mot just Estland efter 3 mål av Boldbaatar Munkhuu, trots underläge med 2-0. Man deltog i turneringen vid asiatiska vinterspelen 2011 där det blev en andraplats, Mongoliets bästa placering hittills i Asiatiska vinterspelen.